# Distretto di Sarıgöl
Il distretto di Sarıgöl (in turco Sarıgöl ilçesi) è uno dei distretti della provincia di Manisa, in Turchia. La popolazione è di 13.387 persone (2009).